# Eurocomunism
Eurocomunismul a constituit o tendință revizionistă din anii 1970 și 1980 în diverse partide comuniste vest-europene. Acestea au pretins că dezvoltă o teorie și o practică de transformare socială mai relevantă pentru Europa de Vest. În timpul Războiului Rece, acestea au căutat să submineze influența Uniunii Sovietice și a Partidului Comunist al Uniunii Sovietice. Această tendință a fost deosebit de populară în Italia, Spania și Franța. În același timp, eurocomunismul a declarat loialitate față de marxism, dar nu marxism-leninism, și nu s-a identificat în mod formal cu democrația socială, deși a refuzat o serie de poziții ideologice secundare ale marxismului.